# Cataclysta
Cataclysta is een geslacht van vlinders uit de familie van de grasmotten (Crambidae). De wetenschappelijke naam van de soort is voor het eerst gepubliceerd in 1825 door Jacob Hübner.
De vlinders worden gekenmerkt door een donkere zoom aan de rand van de vleugels. De achtervleugels hebben een reeks min of meer dicht bij elkaar staande zwarte vlekken boven die zoom.
De typesoort van het geslacht is het kroosvlindertje, Cataclysta lemnata. Dit komt in in vrijwel heel Europa voor en is in dit werelddeel de enige vertegenwoordiger van het geslacht Cataclysta.

## Soorten
- Cataclysta albifulvalis Marion, 1956
- Cataclysta albipunctalis Hampson, 1897
- Cataclysta ambahonalis (Marion, 1954)
- Cataclysta amboinalis Hampson, 1917
- Cataclysta angulata Moore, 1885
- Cataclysta confusalis Marion, 1956
- Cataclysta diehlalis Marion, 1956
- Cataclysta hexalitha Meyrick, 1886
- Cataclysta lampetialis Walker, 1859
- Cataclysta lemnata (Linnaeus, 1758) (kroosvlindertje)
- Cataclysta marginipuncta Turner, 1937
- Cataclysta melanolitha (Turner, 1908)
- Cataclysta ochrealis Marion, 1956
- Cataclysta pleonaxalis (Hampson, 1897)
- Cataclysta polyrrapha Turner, 1937
- Cataclysta polystictalis (Hampson, 1906)
- Cataclysta psathyrodes  Turner, 1908
- Cataclysta pusillalis Saalmüller, 1880
- Cataclysta quintula (Meyrick, 1938)
- Cataclysta seriopunctalis (Hampson, 1897)
- Cataclysta suffuscalis Marion, 1956
- Cataclysta supercilialis Hampson, 1897